# D-triptofano N-acetiltransferasi
La D-triptofano N-acetiltransferasi è un enzima appartenente alla classe delle transferasi, che catalizza la seguente reazione:
acetil-CoA + D-triptofano ⇄ CoA + N-acetil-D-triptofano